# Gammaridae
Ne doit pas être confondu avec Gammaridea.
Gammares, Gammaridés
Famille
Les Gammaridae (en français, les Gammaridés, espèces communément appelées Gammares) sont une famille de crustacés de l'ordre  des amphipodes.

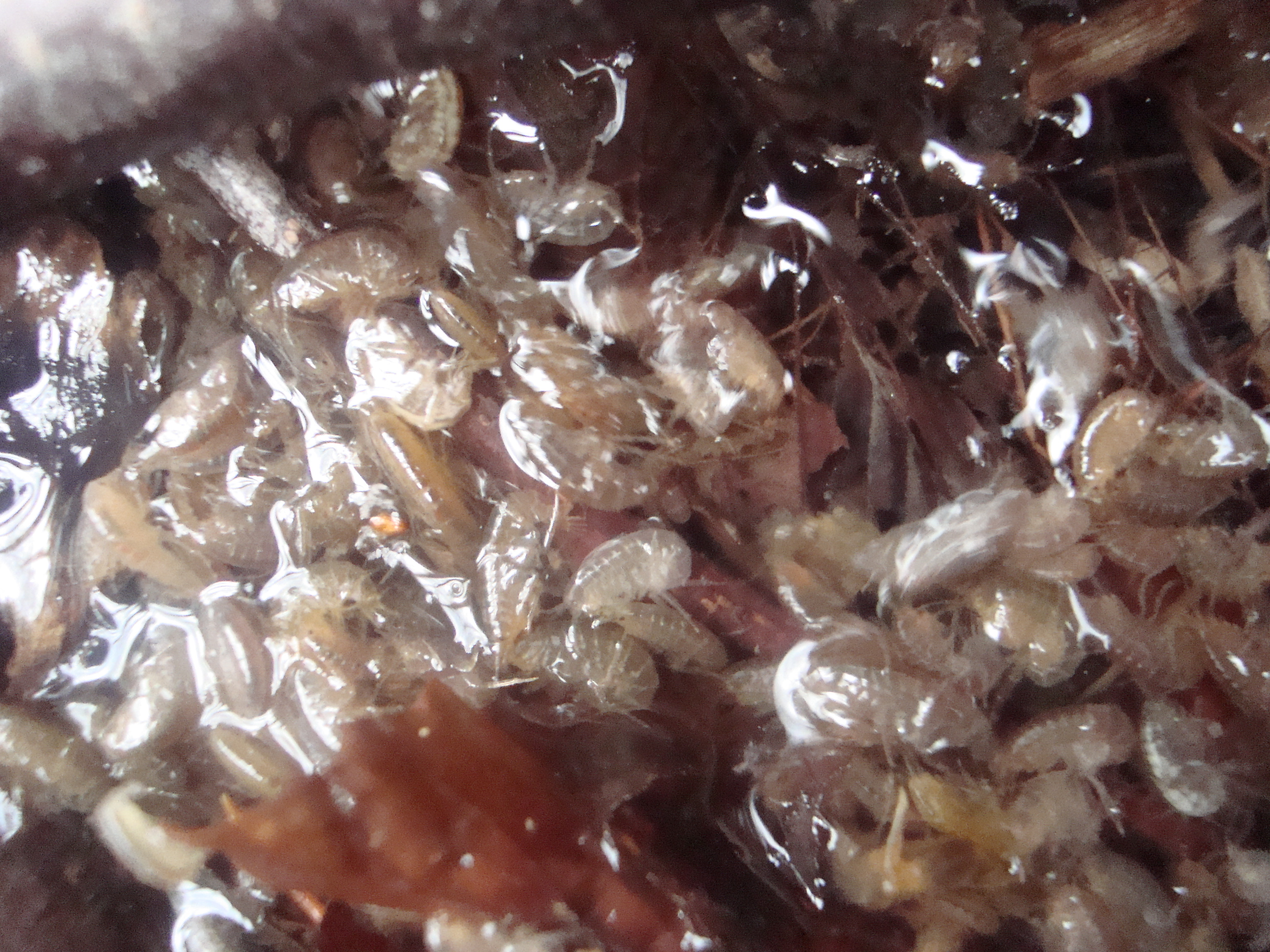
Quand les conditions leur conviennent les gammares atteignent des densités d'environ 10000 individus par mètre carré (ici en forêt dans le parc naturel de Podkomorské lesy, République Tchèque, Moravie du Sud.

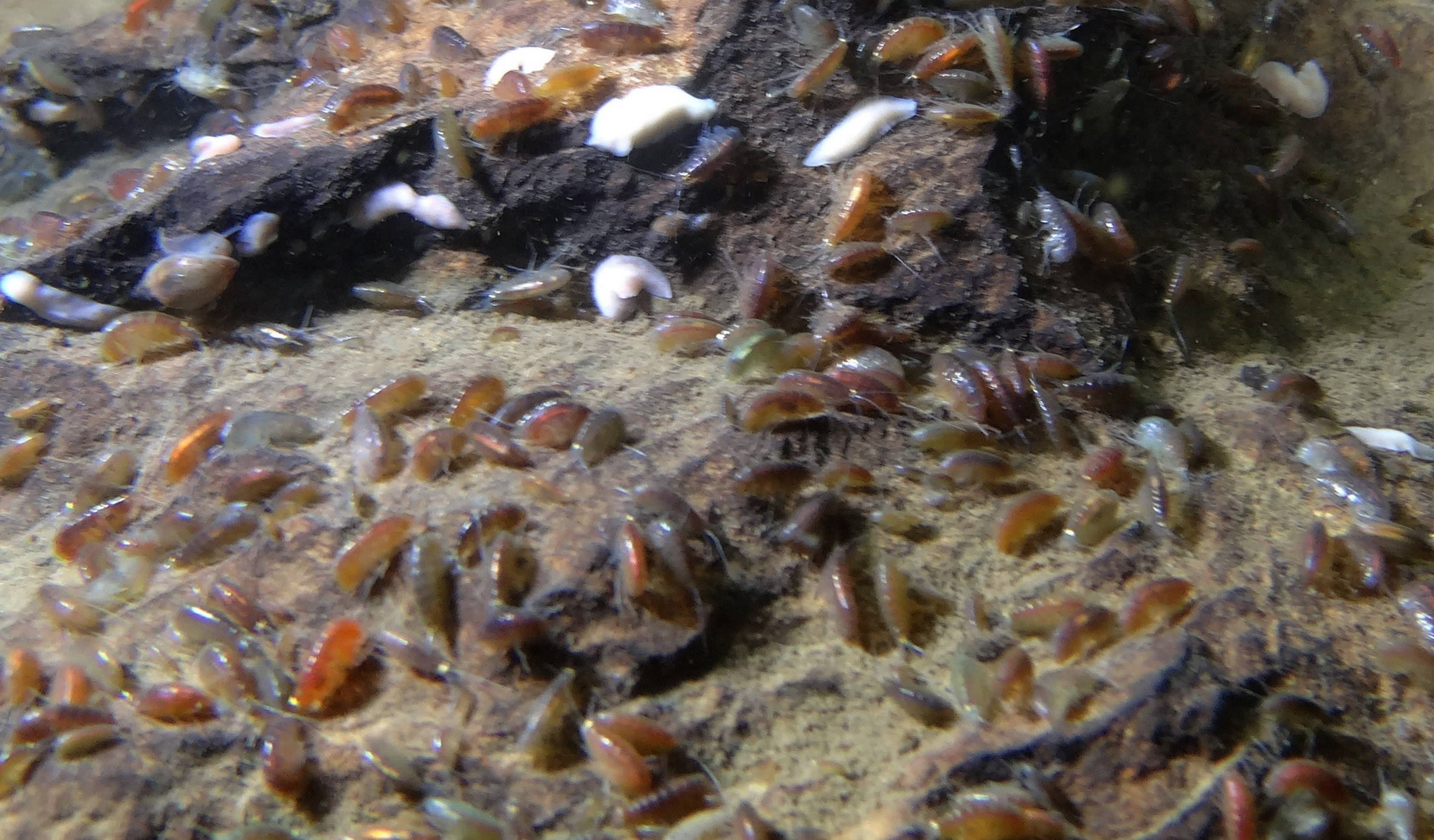
Le gammare s'adapte à des pressions variées, ici cohabitant avec des planaires à 37 m de profondeur (Carrière de Barges, Tournai, Belgique).

## Écologie
Les gammares consomment des microalgues, des microchampignons aquatiques ; ils peuvent être détritivores et prédateurs.
Ils sont considérés comme de bons marqueurs biologiques et bioindicateurs de la qualité de l'eau. Les gammares sont sédentaires et résistants à certains micro-polluants. Lors de l'évaluation de l'indice biotique général normalisé d'un cours d'eau, la présence de gammares peut indiquer un milieu de qualité médiocre si d'autres espèces plus exigeantes ne sont pas également présentes et si la gamme d'espèces de gammares est faible.

## Alimentation
Les gammares présentent une alimentation très variée. Relativement opportunistes, ils sont à la fois détritivores, herbivores, prédateurs et charognards. Leur alimentation se compose donc d'un mélange de matière végétale fraiche ou en décomposition, d'algues, d'autres macro-invertébrés et probablement de micro-organismes, notamment des champignons et du film bactérien se développant sur les matières en décomposition. En absence de proies, les gammares deviennent volontiers cannibales. Une prédation intraguilde est également observée, avec certaines espèces de gammares se nourrissant d'autres espèces. Cette prédation est par ailleurs un élément facilitant l'installation d'espèces invasives de gammares aux dépens d'espèces natives.

Une étude menée en Angleterre au début des années 1970 a montré que les algues constituaient au moins 3 %  du bol alimentaire des gammares, contre un minimum de 14 % chez les aselles, un groupe proche des gammares. Les gammares digèrent moins bien les algues que les aselles, l'efficacité de digestion variant selon les taxons d'algues. Ainsi, la diatomée Achnanthes minutissima était dans ce contexte la mieux digérée dans l'intestin du gammare (1,5 à 14 % d'algues survivantes) alors que toutes les espèces du genre Cymbella spp. résistaient mieux (taux de survie : 18 à 62 %). Il faut environ 18 h à un gammare pour vider son intestin des algues et détritus végétaux qu'il contient à 15 °C, et 40 h à 5 °C (contre respectivement 25 h et 75 h pour les aselles). Le broutage par ces deux genres a donc probablement peu d'effet sur le nombre d'algues présentes dans l'environnement.

## Reproduction
La reproduction se fait de manière sexuée. Les mâles s'accrochent aux femelles grâce à leurs gnathopodes (deux premières paires de pattes) très développés. Ces péréiopodes constituent par ailleurs un moyen de différencier mâles et femelles, ceux-ci présentant un dimorphisme sexuel. Le mâle reste ainsi accroché en "amplexus" à la femelle, jusqu'à pouvoir féconder cette dernière. Dans un couple en amplexus, le mâle et la femelle présentent un dimorphisme de taille, le mâle étant plus gros que la femelle. Les spermatozoïdes sont déposés à la face ventrale du corps de la femelle, et les œufs sont fécondés lors de la ponte (fécondation externe). Le développement s’accomplit dans la poche incubatrice d’où sortent des jeunes semblables aux adultes (développement direct).

## Liste des genres
Selon World Register of Marine Species (16 mai 2025) :
- Akerogammarus Derzhavin & Pjatakova, 1967
- Albanogammarus Ruffo, 1995
- Amathillina Grimm in G.O. Sars, 1894
- Anopogammarus Derzhavin, 1945
- Axelboeckia Stebbing, 1899
- Baku Karaman & Barnard, 1979
- Barnardiorum Iwan & Löbl, 2007
- Cephalogammarus Karaman & Barnard, 1979
- Chaetogammarus Martynov, 1924
- Comatogammarus Stock, 1971
- † Condiciogammarus G. Karaman, 1984
- Derzhavinella Birstein, 1938
- Dikerogammarus Stebbing, 1899
- Dinarogammarus Sket & Hou, 2018
- Dursogammarus Marin & Palatov, 2022
- Echinogammarus Stebbing, 1899
- † Eogmelina Copilaș-Ciocianu & Ionesi, 2024
- Gammarus Fabricius, 1775
- Gmelina G.O. Sars, 1894
- Gmelinopsis G.O. Sars, 1896
- Iberogammarus Sket & Hou, 2018
- Ilvanella Vigna-Taglianti, 1971
- † Jubeogammarus G. Karaman, 1984
- Jugogammarus S. Karaman, 1953
- Kuzmelina Karaman & Barnard, 1979
- Lanceogammarus Karaman & Barnard, 1979
- Litorogammarus Marin, Palatov & Copilaș-Ciocianu, 2023
- Longigammarus G.S. Karaman, 1970
- Lunulogammarus Krapp-Schickel, Ruffo & Schiecke, 1994
- Marinogammarus Schellenberg, 1937
- Neogammarus Karaman, 1969
- † Palaeogammarus Zaddach, 1864
- Parhomoeogammarus Schellenberg, 1943
- Pectenogammarus Reid, 1940
- Relictogammarus Hou & Sket, 2016
- Sarothrogammarus Martynov, 1935
- Scytaelina Stock, Mirzajani, Vonk, Naderi & Kiabi, 1998
- Shablogammarus Cărăușu, Dobreanu & Manolache, 1955
- Sowinskya Derzhavin, 1948
- Spirogammarus Copilaș-Ciocianu, Palatov, Marin & Grabowski, 2023
- Tadzocrangonyx Karaman & Barnard, 1979
- Tyrrhenogammarus Karaman & Ruffo, 1989
- Yogmelina Karaman & Barnard, 1979
- Tulearogammarus Ledoyer, 1967
- Echinogammarus incertae sedis

## Dénominations
Ce taxon porte en français le nom vernaculaire ou normalisé suivant : Gammaridés.

## Systématique
Le nom valide complet (avec auteur) de ce taxon est Gammaridae Latreille, 1802.